# Bemowizna
Bemowizna (niem. Böhmenhöfen) – osada w Polsce położona w województwie warmińsko-mazurskim, w powiecie braniewskim, w gminie Braniewo
Osada leży przy trasie linii kolejowej Elbląg – Braniewo, jest w niej przystanek kolejowy Bemowizna.
W latach 1975–1998 miejscowość administracyjnie należała do województwa elbląskiego.

## Historia
Pierwsza wzmianka o miejscowości pojawia w 1408 r. Była wydzieloną częścią dużego majątku Szyleny (Schillgehen). Wieś musiała istnieć wcześniej i miała ostatecznie 18 łanów. W 1485 r. przywilej lokacyjny nadał biskup Mikołaj Tungen. W okresie
przynależności Warmii do Polski, wieś była w posiadaniu  kapituły warmińskiej i miejscem postoju biskupów warmińskich, w czasie podróży do Fromborka. W XVII w. właścicielami Bemowizny była rodzina von Bombeck, a później braniewski burgrabia
Kazimierz Otto von Hertzfeld. W 1820 r. we wsi mieszkały 54 osoby i podlegała ona pod parafię katolicką w Braniewie. W 1871 r. w 7 budynkach mieszkały 143 osoby. Od 1885 r. wieś podlegała pod parafię ewangelicką w Braniewie i urząd stanu cywilnego
w Szylenach. W 1915 r. powstał przystanek i mijanka kolejowa, a do końca 1945 r. uruchomiono we wsi młyn, jeden z siedmiu, jakie wówczas znajdowały się w powiecie braniewskim. W dniu 19.03.1945 r. miejscowość została zdobyta przez wojska sowieckie. Polska nazwa Bemowizna została nadana w dniu 15.03.1947 r.

W XIII wieku w okolicach dzisiejszej Bemowizny wzniesiono zamek.